# 科隆号小巡洋舰 (1909年)
科隆号是德意志帝国在20世纪初所建造的四艘科尔贝格级小巡洋舰的三号舰，以普鲁士城市科隆命名。它由基尔的日耳曼尼亚船厂承建，于1908年开始龙骨架设、1909年6月下水、至1911年6月投入公海舰队使用。其主舰炮为十二门105毫米45倍径速射炮，最高速度达25.5节。
科隆号在入役后被编入公海舰队的第二侦察集群服役。当第一次世界大战于1914年8月初爆发时，它作为集群司令、海军少将莱贝雷希特·马斯的旗舰，被派往黑尔戈兰岛周边巡逻。在1914年8月28日的黑尔戈兰湾海战中，德国巡逻队遭到了兵力更强的英国部队袭击，其中包括五艘战列巡洋舰和数艘轻巡洋舰。科隆号最初是被分配至对巡逻线提供支持的部队中。它试图增援陷入困境的德军，却遭遇了由戴维·贝蒂率领的战列巡洋舰群。科隆号多次被对方的大口径炮命中，但凭借雾霾设法逃离。然而，它在无意中又驶向对方，并在战斗恢复后迅速失效。船员们弃舰而出，但营救的德国船舶在三天内都未搜索该区域，最终仅1人幸存。

## 设计
科隆号的全长为130.50（428英尺2英寸），有14（45英尺11英寸）的舷宽和5.73（18英尺10英寸）的前吃水。在满载情况下，舰只的排水量可达4,915公噸（4,837長噸）。其推进系统最初由苏黎世埃舍尔·维斯公司生产的两台策厘式蒸汽轮机组成。但其后又调整为由日耳曼尼亚船厂生产的两台蒸汽轮机，以驱动四个直径为2.25（7英尺5英寸）的三叶螺旋桨。舰只设计可输出19,000匹公制馬力（13,974千瓦特；18,740匹軸馬力）的额定功率，由十五台燃煤船用式水管锅炉提供动力。这也使其最高速度可达25.5節（47.2每小時）。科隆号能够携带960公噸（940長噸）煤，允许其以14節（26每小時）的速度续航3,500海里（6,500）。舰只的标准船员编制则为18名军官及349名水兵。
科隆号的主舰炮由十二门单装105毫米45倍径速射炮组成。其中两门并排布置在艏艛前方，八门设于舰舯、每边各四门，以及两门并排布置在舰艉。此外，舰只还装备有四门52毫米55倍径速射炮以及两具浸没舷侧船体内的450（17.7英寸）鱼雷管和五枚鱼雷。它同样具备携带100枚水雷的能力。在装甲方面，舰只司令塔的侧面有100（3.9英寸）厚，而甲板的厚度则为40（1.6英寸）。

## 服役历史
科隆号是为替代老旧的小巡洋舰燕子号而以“燕子替舰（Ersatz Schwalbe）”为代号进行订购，并于1908年5月25日在基尔的日耳曼尼亚船厂开始架设龙骨。它于1909年6月5日下水，之后展开舾装工作。在下水仪式上，由科隆时任市长马克斯·瓦尔拉夫主持为舰只命名。在船厂的海上试航期间，策厘轮机被发现质量不佳，遂由日耳曼尼亚生产的型号所取代。这项工作大大推迟了交付日期。直至1911年6月16日，舰只才交付公海舰队使用，继而展开验收试航。9月5日，试航因德皇威廉二世主持的海上阅兵而中断。10月10日，科隆正式入役，被分配至第二侦察集群，主要负责为第一侦察集群的战列巡洋舰提供屏护。在接下来的两年，舰只平安无事的参加了在和平时期例行的单独、分舰队和舰队训练及巡航。海军中校则从1911年10月至1913年9月担任该舰的舰长。
从1911年8月28日至9月21日，科隆号曾担任侦察部队副司令、海军少将弗朗茨·冯·希佩尔的旗舰，这是由于希佩尔暂时撤换了其惯用的旗舰——战列巡洋舰冯·德·坦恩号。希佩尔其后短暂离开，但于9月26日重新返回，并在接下来一整年都留在科隆号舰上。在1913年的秋季舰队演习期间，科隆号试图向齐柏林飞船L1号的机组发出不断恶化的天气条件警告，但对方并未收到信息。结果，齐柏林飞船在黑尔戈兰岛坠毁。演习结束后，希佩尔降下了他的旗帜，而他在科隆号上的职位则由海军准将莱贝雷希特·马斯接替。1914年是以例行的常规演练作为开端，但随着6月28日奥地利大公弗朗茨·费迪南遇刺事件而加剧的紧张局势，使得原定于7月底举行的舰队演练被迫取消。自7月30日开始，由于战争临近，科隆号受命驻扎在德意志湾以监视海上交通。
当第一次世界大战于1914年8月初爆发后，科隆号连同其它几艘小巡洋舰被派往黑尔戈兰湾执行巡逻任务。这些巡洋舰被分别编入不同的鱼雷艇区舰队，并轮值通过夜间进入北海巡逻。从8月1日至7日，科隆号都驻泊在希利希锚地。之后，它又去往威悉河口，与它一起的还有小巡洋舰汉堡号和第四鱼雷艇区舰队。作为行动的一部分，科隆号和斯图加特号于8月15日夜晚跟随第一、第二鱼雷艇区舰队进行了一次巡逻，没有发生任何意外。

### 黑尔戈兰湾海战
与此同时，英国潜艇开始侦察德国的巡逻线。8月23日，几名英国指挥官提交了一份计划，欲以海军准将雷金纳德·蒂尔维特麾下哈里奇部队的轻巡洋舰及驱逐舰对德国的巡逻线发动袭击。它们将得到潜艇以及由海军中将戴维·贝蒂率领的战列巡洋舰群和相关轻型部队的支援。这份计划得到批准并定于8月28日实施。8月26日傍晚，英军开始离开港口，首先派出参与行动的是潜艇部队。大部分水面部队都于翌日清晨出海；而为了给哈里奇部队提供进一步支援的第7巡洋分舰队，则是于这天晚些时候离港。
8月28日早晨，科隆号正在威廉港补充燃煤；其姊妹舰美因茨号正锚泊于埃姆斯河口；而阿里阿德涅号则安置在威悉河的入口处。这三艘小巡洋舰分别被派往支援斯德丁号、女性之赞号，以及当天早晨驻守在巡逻线上的赫拉号。在07:57，哈里奇部队遇到了外围的德国鱼雷艇群，后者遂逃回德国巡洋舰阵中。在接下来的黑尔戈兰湾海战中，斯德丁号率先与英军交火，并很快得到了女性之赞号的驰援。在收到行动的报告后，此时的侦察部队总司令、海军少将希佩尔立即命令马斯部署他的巡洋舰去支援交战的舰只。在09:30，科隆号驶出了港口。

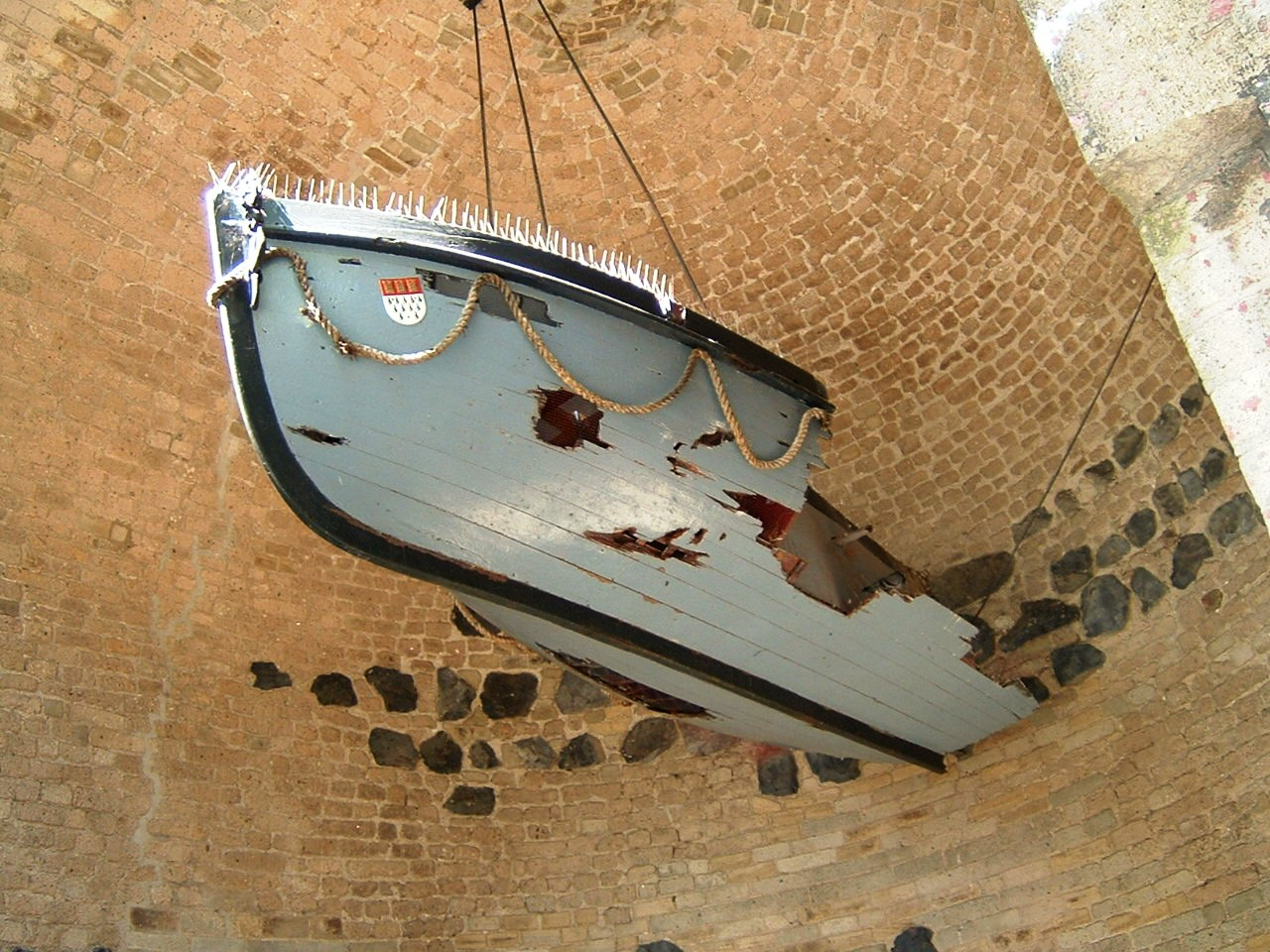
科隆号舰载的一艘独桅纵帆船残骸在战后被打捞起

科隆号驶往协助正受到几艘英国巡洋舰及战列巡洋舰猛攻的姊妹舰美因茨号。在大约13:25，它遇到了受损的英国轻巡洋舰阿瑞图萨号和几艘驱逐舰。科隆号曾短暂与英国舰群交战，却因英国战列巡洋舰的出现而中断。在13:37，科隆号作了16点转舵并向战列巡洋舰回击；英国舰只则转向左舷侧以靠近科隆号，而后者也同样改变了航向逃离。然而，它却遭到了多次命中，其中一次还令马斯身亡。至13:56，另一艘德国巡洋舰抵达现场，并分散了英国舰只的注意力，使科隆号得以向北逃逸。大约十五分钟后，它为了返回港口而再转舵向东南。
然而，逆转的航向使科隆号重新回到英国战列巡洋舰群的射程之内，它们迅速开火并取得了几次致命的打击。当科隆号的弃舰令下达后，人们开始聚集在甲板上。工程人员设置好了自沉炸药，而水兵们做好准备下水。至14:25，舰只倾覆并沉没。幸存者预计英国人会将他们接走，但对方却离开了。德国船舶直至三天后才在该区域展开搜救，但仅找到一名幸存者——领航员斯托克·诺伊曼（Stoker Neumann）；其余船员则已在水中死亡。舰只残骸于1979年8月被移动，以减少水下的危险。舰上的一些部件获打捞上岸，现存于库克斯港沉船博物馆。